# Vojnik
Vojnik là một khu tự quản (tiếng Slovenia: občine, số ít – občina) trong vùng Savinjska của Slovenia. Vojnik có diện tích 75.3 km2, dân số là theo điều tra ngày 31 tháng 3 năm 2002 là 7825 người. Thủ phủ khu tự quản Vojnik đóng tại Vojnik.